# Blue Origin
Blue Origin (engl. für Blauer Ursprung) ist ein US-amerikanisches Raumfahrtunternehmen, das im September 2000 von Amazon-Gründer Jeff Bezos gegründet wurde. Das Unternehmen konzentrierte sich zunächst auf die Durchführung suborbitaler Flüge mittels wiederverwendbarer Flugsysteme. Die Erkenntnisse aus den Flügen der Suborbitalrakete New Shepard flossen in die Entwicklung der Orbitalrakete New Glenn ein. Außerdem arbeitet Blue Origin an dem Mondlandegerät Blue Moon.

## Standorte
Der Hauptsitz befindet sich in Kent (Washington), einem Vorort südlich von Seattle, wo die Forschungs- und Entwicklungsabteilung angesiedelt ist. Das Testgelände befindet sich auf der Corn Ranch in Culberson County (Texas), nördlich der Ortschaft Van Horn.

## Projekte

### New Shepard

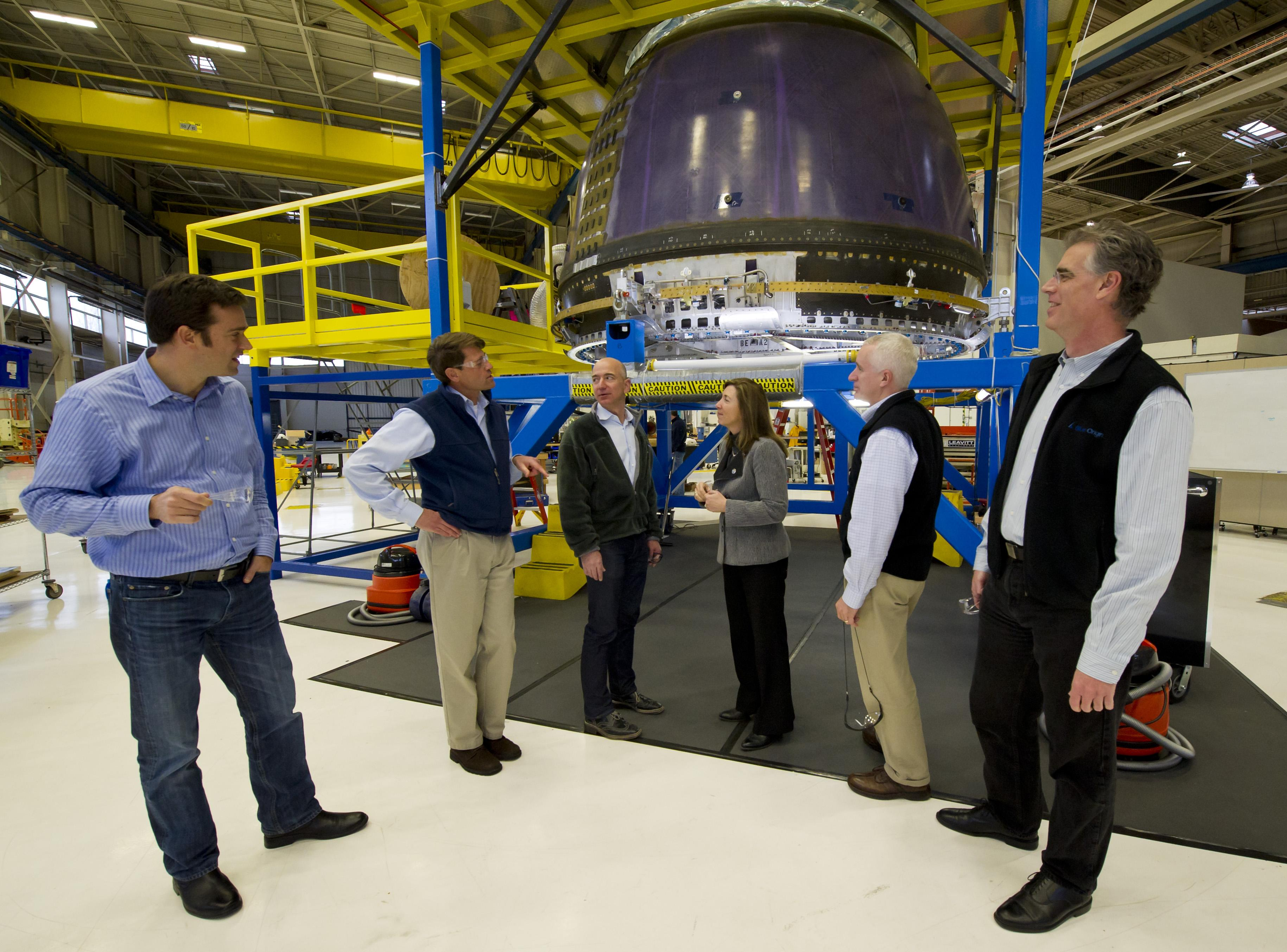
Unfertige New-Shepard-Crewkapsel am Firmensitz in Kent

Die ursprüngliche Vision des Unternehmens ist die Entwicklung wiederverwendbarer Trägersysteme und Raumfahrzeuge, die senkrecht starten und landen, um Menschen an den Rand des Weltraums zu befördern. Das suborbitale System, das zu Ehren des ersten US-amerikanischen Astronauten Alan Shepard den Namen „New Shepard“ bekam, soll komplett mit Onboard-Computern und somit ohne Bodenkontrolle geflogen werden können. Es besteht aus einem Trägersystem, das die Kapsel auf eine ballistische Flugbahn bringt, sodass drei Passagiere an den Rand des Weltraums befördert werden, und das danach senkrecht landet und wiederverwendet werden kann. Die Landung der Kapsel erfolgt mittels Fallschirmen.
Ein unbemannter Probeflug dieses Fahrzeuges mit einer erzielten Höhe von 100,5 km und erfolgreicher Fallschirmlandung der Crew-Kapsel sowie einer ebenfalls erfolgreichen Senkrechtlandung des Antriebsboosters mittels wiedergezündetem Haupttriebwerk gelang erstmals am 23. November 2015 auf dem texanischen Testgelände. Die Erkenntnisse aus den suborbitalen Flügen fließen in die Entwicklung orbitaler Raumfahrtsysteme ein.
Blue Origin erhielt für seine New-Shepard-Kapsel die Collier Trophy 2016.
Der erste bemannte Flug erfolgte am 20. Juli 2021. An Bord waren Firmengründer Jeff Bezos, dessen Bruder Mark, die 82-jährige Mary Wallace Funk und der 18-jährige zahlende Tourist Oliver Daemen. Der Flug dauerte insgesamt rund 10 Minuten und erreichte eine Höhe von 106 km. Am 4. August 2022 erfolgte der 6. bemannte Start. Bei diesem Flug in rund 100 Kilometer über der Erde wurden insgesamt 6 Menschen zu Weltraumtouristen.

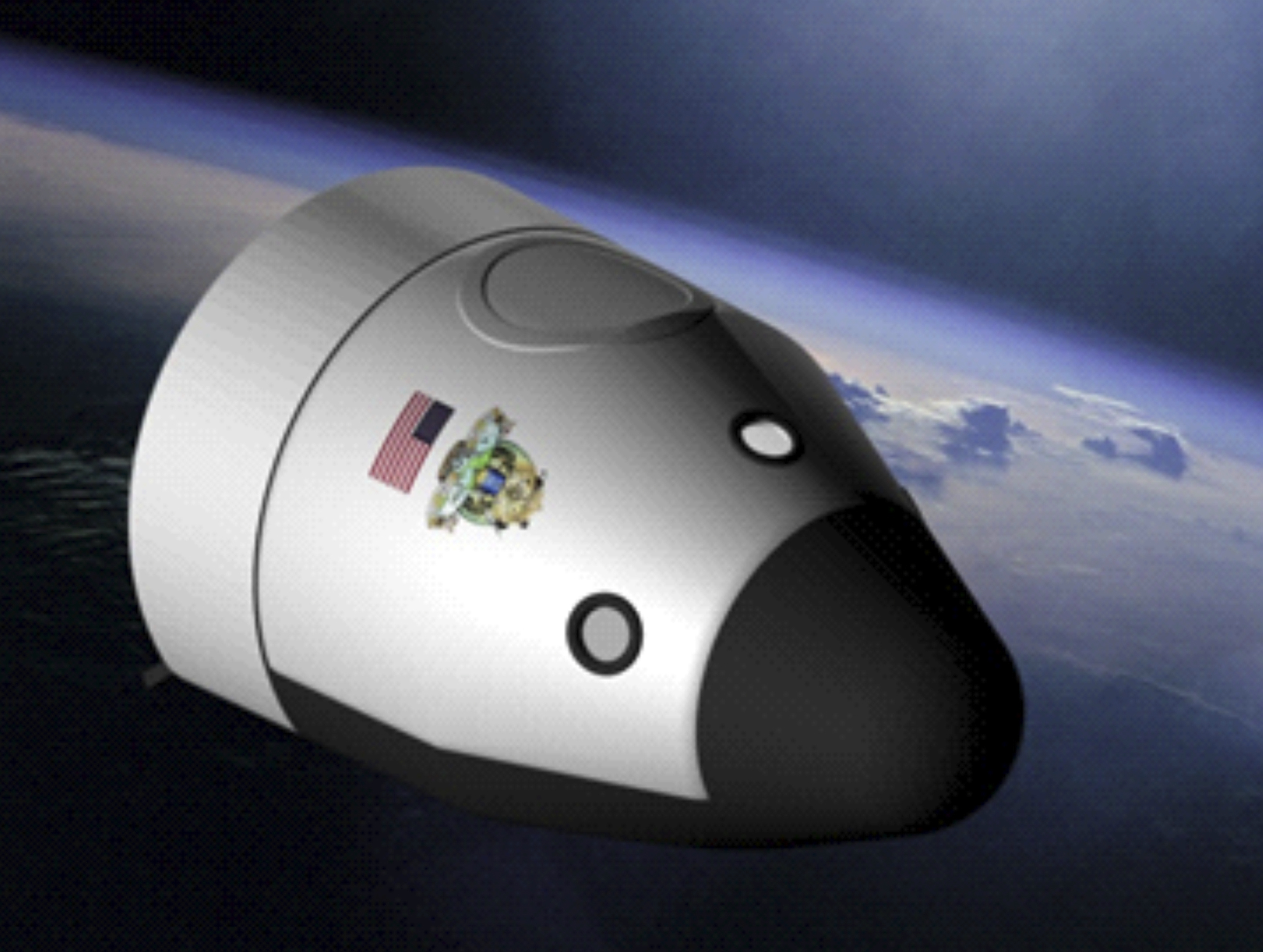
Konzeptstudie des nicht verwirklichten Raumschiffs

### Commercial Crew Development Program
Im Rahmen des Commercial-Crew-Development-Programms fördert die NASA Unternehmen, die an bemannten Raumfahrtprogrammen arbeiten. Es wird darauf hingearbeitet, dass private Dienstleister bemannte Flüge zur ISS durchführen können. Im Rahmen der ersten Runde dieses Programms erhielt Blue Origin im Jahre 2010 3,7 Millionen US-Dollar. In späteren Runden wurde das Unternehmen nicht mehr berücksichtigt.

### New Glenn
Blue Origin arbeitet seit den frühen 2010er Jahren an einer Orbitalrakete mit wiederverwendbarer Erststufe. Hieraus entstand das New-Glenn-Projekt mit den Triebwerken BE-4 und BE-3. Mit einer geplanten Höhe von 96 Metern und einer angekündigten Nutzlastkapazität von bis zu 45 Tonnen zählt die New Glenn zu den größten jemals entwickelten Trägerraketen. Am 16. Januar 2025 brachte New Glenn im Rahmen ihres Erstflugs erfolgreich eine Nutzlast in die Erdumlaufbahn.

### Blue Moon
2019 präsentierte das Unternehmen ein seit drei Jahren in Entwicklung befindliches Konzept einer Mondlandefähre unter dem Projektnamen Blue Moon.
Im April 2020 wählte die NASA drei Gewinner einer Ausschreibung aus, die die Entwicklung einer Mondlandefähre weiterverfolgen sollen. Ein Konsortium aus Blue Origin, Lockheed Martin, Northrop Grumman und Draper Laboratory ist einer davon und wurde mit 579 Millionen US-Dollar bedacht. Blue Origin wird als Konsortialführer das Abstiegsmodul auf Basis des zuvor vorgestellten Blue-Moon-Landers entwickeln. 2021 wurde bekannt, dass es aufgrund eines Rechtsstreit zwischen Jeff Bezos und Elon Musk (SpaceX) zur Verzögerung der geplanten Mond-Artemis-III-Mission kommt. Der Hintergrund: Statt auf die Mondlandefähre Blue Moon setzte die NASA auf die von SpaceX entwickelte Starship-Rakete. Im März 2022 kündigte die NASA an, auf der Suche nach einer zweiten Mondlandefähre zu sein. Im Mai 2023 wurde bekannt, dass das Konsortium, angeführt von Blue Origin, ausgewählt wurde, eine zweite Mondlandefähre für die Artemis-Missionen zu entwickeln und zu bauen. Mit dieser Mondlandefähre möchte die NASA ebenfalls weitere Experimente wie z. B. Cryocoolers, welche das Verdampfen von Flüssigsauerstoff und Flüssigwasserstoff verhindern sollen, starten.
Die Mondlandefähre trägt heute die Bezeichnung „Blue Moon MK2“, während unter dem Namen „Blue Moon MK1“ ein unbemannter Mondlander entwickelt wird.